# Formel E (Volkswagen)

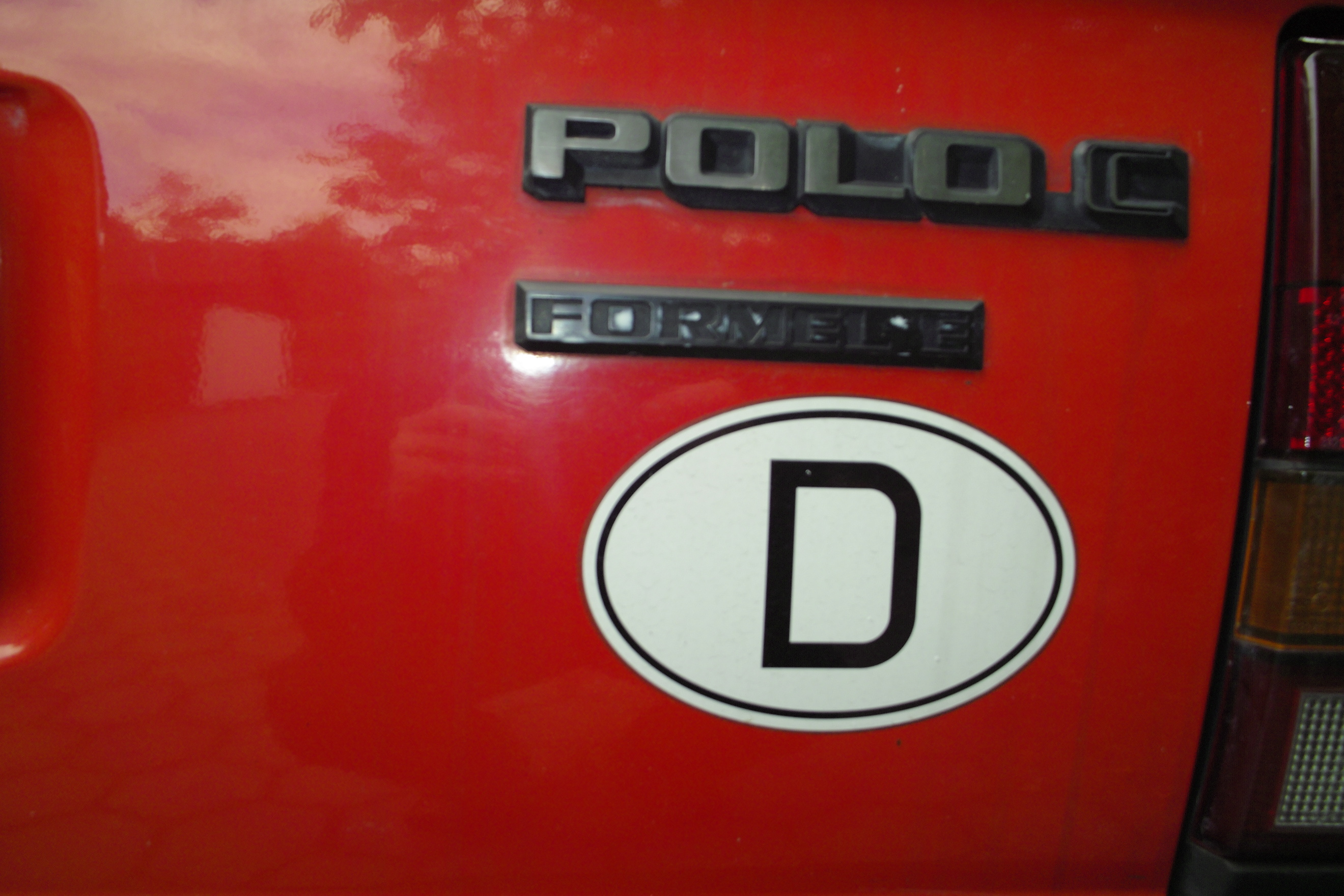
Formel-E-Schriftzug an einem VW Polo II

Die von Volkswagen und Audi ab 1981 angebotenen Formel-E-Modelle sollten durch verschiedene Maßnahmen weniger Kraftstoff verbrauchen. Das „Formel-E“-Paket wurde nur für Fahrzeuge mit Vergasermotoren angeboten.

## Allgemeine Maßnahmen zur Kraftstoffeinsparung
Alle Audi und einige VW-Modelle erhielten 1981 unabhängig vom Formel-E-Paket zum Teil innovative Maßnahmen zur Kraftstoffeinsparung: Anstelle der damals noch verbreiteten kontaktgesteuerten Unterbrecherzündung gab es eine Transistorspulenzündung. Durch den drehzahlunabhängig kräftigen Zündfunken stets exakt im vorgesehenen Zündzeitpunkt verbesserte sich der Verbrennungsablauf und damit die Kraftstoffausnutzung. Durch besonders enge Toleranzen im Kurbeltrieb (vergleichbar mit Dieselmotoren) wurde in der Serienproduktion eine äußerste Annäherung an das vorgesehene Verdichtungsverhältnis angestrebt. Eine elektrische Gemischvorwärmung im Saugrohr verbesserte die Gemischaufbereitung während des Warmlaufens deutlich, sodass der Kraftstoffverbrauch in diesem Betriebszustand um 30 Prozent gesenkt werden konnte. Eine Leuchtdiode ließ einen Pfeil aufleuchten, wenn mit unnötig hoher Drehzahl gefahren wurde und es sich zur Kraftstoffeinsparung anbot, in den nächsthöheren Gang zu schalten. Das Aufleuchten des Pfeils wurde aus Motordrehzahl und anliegendem Unterdruck im Vergaser errechnet und reagierte um 1 Sekunde verzögert, um hektisches Blinken zu vermeiden. Bei nicht betriebswarmem Motor und im Schubbetrieb blieb die Leuchte stets ausgeschaltet. Zudem gab es eine Anzeige für den Kraftstoffmomentanverbrauch, die sich bei den Audi- und VW-Modellen unterschied.

## Besonderheiten des Formel-E-Pakets
Bei den kleinen VW-Modellen Polo und Golf wurde ein geringfügig verringerter Luftwiderstand erreicht. Der Polo mit Steilheck hatte eine Abrisskante am Dach. Golf und Jetta hatten Luftleitflächen an den A-Säulen und größere Frontspoiler aus Kunststoff analog Golf GTI. Der Jetta bekam außerdem einen Heckspoiler auf dem Kofferraumdeckel. Der Audi 100 erhielt es einen Bugspoiler. Am Heck war eine Plakette mit der Aufschrift „Formel E“ angebracht. Beim Golf verbesserte sich der Cw-Wert von 0,42 auf 0,38 und lag damit wieder gleichauf mit seinerzeit konkurrierenden Fahrzeugen wie Fiat Ritmo, Citroën Visa, Opel Kadett D und Chrysler Horizon.
Die Getriebe hatten die Bezeichnung „3+E“ oder „4+E“. Hierbei war dann der vierte oder fünfte Gang besonders lang übersetzt und ermöglichte durch Hochschalten in den so genannten Energiespar-Gang ein niedertouriges und somit sparsames Fahren auch bei höheren Geschwindigkeiten. Bei den VW-Modellen mit 4 Gängen wurde dabei die Höchstgeschwindigkeit im 3. Gang erreicht.
Die größeren VW-Modelle Passat und Santana sowie Audi 80 und Audi 100 wurden mit einem speziellen Stopp-Start-System bestückt. Diese schaltete den Motor auf Knopfdruck ab und startete ihn durch gleichzeitiges Betätigen von Kupplungs- und Gaspedal – ohne Betätigung des Zündschlüssels.
Ab Modelljahr 1983 gab es eine Start-Stopp-Automatik. Der Motor schaltete automatisch nach 2 Sekunden Fahrzeugstillstand ab. Gestartet wurde der Motor durch Einlegen des 1., 2. oder Rückwärtsganges. Für Rangierbetrieb ließ sich die Anlage abschalten.
Mitte 1985 ist das System konzernweit entfallen.
Ein ähnliches System dieser Art gab es im VW Golf III Ecomatic.
Ab 1999 erlebten diese Systeme eine Renaissance und sind im Jahr 2015 in vielen Automodellen Serienausstattung.